# Agatea pancheri
Agatea pancheri là một loài thực vật có hoa trong họ Hoa tím. Loài này được (Brongn.) K.Schum. ex Melch. mô tả khoa học đầu tiên năm 1925.